# 単位上等!爆走数取団
「単位上等!爆走数取団」（たんいじょうとう! ばくそうかずとりだん）は、かつてフジテレビ系列で放送されていたバラエティ番組『めちゃ²イケてるッ!』内のコーナー。フジテレビ主催でお台場で開催される夏のイベント「お台場冒険王」の人気アトラクションでもあった。

## 概要
前身の「七人のしりとり侍」が、放送と青少年に関する委員会による審議結果を受けて途中打ち切りという形で終了したため、その後継コーナーとしてスタートした。「七人のしりとり侍」「ダジャレ人間ゴン」に続くめちゃイケの3代目のゲームコーナーである。
数を取る言葉遊びのゲームである。2002年6月8日放送開始。略称は「数取団」。モデルは氣志團で（当人たちからも公認されている）、名前の由来は「数字（視聴率）を取る」という意味もある。
モデルの氣志團と同様に、1980年代の芸能・流行に関するパロディや小ネタが多い。
2006年9月23日、テレビ静岡では「テレしず祭り」の際、「お台場冒険王」におけるこのコーナーのアトラクション展示を行った。このときの衣装展示や、旗は山本を外して6人体制にした。

### コーナー終了とその後
レギュラー乱闘生全員が20敗した時点でコーナー終了の予定だったが、唯一の20敗経験者かつ「数取部長」としてゲームの判定を行っていた山本圭壱が不祥事を起こして吉本興業から解雇されたため、2006年5月27日の放送分をもって事実上打ち切り。収録済みのVTRも全てお蔵入りとなり、このコーナーの派生『スモウライダー』も合わせて打ち切られた。
打ち切りから半年後の2006年11月25日に放送を開始したゲームコーナー「只今参上!色とり忍者」には、山本を除いた6人が引き続き出演。
2017年12月2日の放送で、シュウ活プロジェクト第2弾として約11年ぶりに復活。山本の代わりに敦士とジャルジャルが参加。この回を以て、正式に数取団のコーナーが完結した。

## コーナー構成

### オープニング
氣志團「One Night Carnival」プロモーションビデオのパロディ。氣志團登場時は本家版と同じ。
1. まず「あの頃の俺達は（中略）数を取り続けていた…。」と言った後、[1]
2. 木村匡也のナレーションが不良風になり、
3. 「（前略）の伝説!カリスマ爆走族!」（西暦表示（氣志團登場時は「1997年、千葉、木更津」と表示）と「カリスマ的爆走族（氣志團登場時は「カリスマ的バンド」と表示）」という白文字テロップが入る）の後、
4. 「 - にも数取団現象が!」等と時事・ゲスト関連ネタを随所に扱う。
5. 「単位が命」の文字が出た後にメンバーの顔が入れ替わりに表示される。
6. 「嵐の素顔（工藤静香）」（最終回は「ダンシングヒーロー（荻野目洋子）」）の振り付けを全員でやる映像が流れる。
7. 「 - に君臨する」というテロップが白文字で表示される[2]。
8. 「俺達と行こうぜ無限大の彼方へ」とナレーションが入り、ナレーターの木村が一言ボヤいてから始まる。

オープニングのテロップは開始当初は「氣志團に愛を込めて（氣志團登場時は「氣志團をパクりすぎて」）」だったが、氣志團公認になってからは「氣志團に認められて」となった。提供スポンサーを読み上げるナレーションも、数取団では不良風になっている（初回・スペシャル版・江頭登場回は通常Ver.）。ただし、ヒロシが出演した回では「 - の提供でお送りするとです」というアレンジが入った。

### テロップ・演出
第3弾の放送から、左上（回によっては右上）に常時「正しい単位で数とりゲーム（のちに「○○兄貴と数とりゲーム」へ変更、○○はゲスト名）」と、固定テロップが表示されるようになった。上述のテロップは11年振りの復活で最終回となった2017年放送分の最終回のみ「讐活 関取団に復讐!爆走数取団が復活 人気芸人と2ケツで数撮りゲーム 「お題」をリズムよく「単位」で答えよう!」となっている。
第4弾の放送から、10個毎の単位（数取）に「デン!」とSEが鳴るようになった。10、20、30…とSEの音階が半音で上昇するが、2003年12月27日の放送分の豊臣秀吉（草彅剛）の登場回では、「デン!」のSEの音階が半音上がらず一定の音階のまま鳴っていた。また、全ての回に共通して、番組上の解説のテロップ表示となる「数取団現象○○（○○は数字）」が表示される場合は、それを優先表示する為にSEは割愛されている。
第5弾の放送から、「ブッコミ（難題を振る事）」を次の人が正しく答えた（ブッコミを躱された）際、単位のテロップの上部に、高難題の解答であれば緑色で「GOOD」、超難題の解答であれば桃色で「GREAT」、お題にピッタリな解答の場合は青色で「COOL」と、新たに表示が追加された。また、噛んでアウトになる可能性の高いお題の際は、お題のテロップの上部に黒色で「CAUTION」と
表示される。なお、数とりゲームに敗北した人が関取する際にその対象の人のイラストと名前（兄貴・姉貴の場合は「〇〇兄貴」「〇〇姉貴」と書かれる。）が描かれている垂れ幕をセットの全体の右端（出演者から見て左端）に出されるようになった。この第5回の放送で、正式に2006年までのすべての演出が定着した。

### スナック∞
数取団が集う不良の溜まり場。店内にはこれまで来た兄貴達の写真のほか、数取団ステッカーや数取団グッズも飾ってある。登場人物が登場する前にポスターが張られている。ドラマ『3年B組金八先生』に登場した「スナックZ」がモデル。東京の他にも大阪支店が存在し、関ジャニ∞・マー坊（中居正広）と数取を行った際に使用した。
ポスター
1. 工藤静香（ポスターは第5シングル「MUGO・ん…色っぽい」のもの。）
2. なめ猫（ポスターの下の文字は「かぞえんなよ」、2004年3月-9月当時。）
3. 氣志團（ポスターの下の文字は「公認」、2004年12月より。）

### BGM
- オープニング「房総スカイライン・ファントム」氣志團
- タイトルコール「One Night Carnival」氣志團（氣志團出演時は関取団登場時にも使用）
- 兄貴登場時「湾岸夜想曲〜ルシファーズ・ハンマー'94〜」（アルバム「1/6 LONELY NIGHT」に収録）氣志團
- お手つき時の音楽「ゴッドファーザー・愛のテーマ」（映画「ゴッドファーザー」シリーズのメインテーマ）〜ヤンキーホン（クラクション）バージョン
- 関取団登場時「男の勲章」嶋大輔（氣志團出演時は「One Night Carnival」、テツandトモの出演時は「なんでだろう音頭」、関ジャニ∞の出演時は「浪花いろは節」が使われた）

- 男の勲章「ダイナマイト」SMAP

### 旗
「しりとり侍」と同様、バックには数取団をやる上での心構えや教訓、早口系のお題、間違えやすい単位が書かれた旗がある。最後まで増え続けた。
- たちひかりさん帰ってください!
- 翔 - ヅラ＝メイク前の小林幸子
- 光 - ヅラ＝浅香光代
- ハイハイハイハイ焦りましたよ byミッキー+よゐこ
- 空は「面」で夜露死苦!
- スポーツマンなら相撲勝負!!
- たいへんよくできました 熱海→○泊
- 関取団の弱点「膝」
- 一文字お題はアクションが命
- 「吐く」は絶対禁止!
- 悲しい時──拳の手がドカジャンで短くなった時
- 悲しい時──拳の首が釘みたいに打ち込まれた時（そのイラストだけが書かれたverもセット）
- かけそばは「杯」 ざるそばは「枚」（かけそば・ざるそばはイラスト）
- 噛まずに言おう「伊佐坂さん」
- 続・噛まずに言おう「手術室 しゅじゅつしつ」
- 噛まずに言おう初級編「柿食う客」
- 噛まずに言おう上級編「ゴルバチョフ書記長、パウエル国務長官、高麗人参茶」
- 噛まずに言おう上級編「マサチューセッツ工科大学」
- 噛まずに言おう上級編「新春シャンソンショー」
- 現役数取団の常識 ライダーは1号、ノリダーは1人
- 微妙な単位は数取部長（管理職）にすぐ相談
- 数取団の憧れ 伝説の光ズボン
- 拳のハシャギ屋伝説 「あーご飯!! 前科だよ!!」
- 前人未到の20戦記念 スモウライダー 改伊集院光
- 必殺はみだし技 ライダーボール（2個まで）
- ミッキー5戦目の勲章 Yesなの? Noなの?
- 優5戦目の勲章 青春だった共演者
- 夢のある奴なら「匹」（ドラえもんのイラストとセット）
- 克典ブッ込み「一反木綿」単位は不明
- ひとり（ジョニーのイラストとセット）
- 痛くないんで。（優のイラストとセットで前歯の事を指している）
- イガミさん（光のイラストとセット）
- 交渉禁止 現役数取団一同
- 光行きつけのショップ メンズショップあざみ
- うっすら頑張れ!桂うすら師匠
- 目指せ「数取」の○出木杉くん×でっきすぎ君
- 突然変化上等!例：カラス→ガラス タンス→ダンス ギョーザ→行司
- 予習の鬼ジョニー スターウォーズ→エピソード アルコール→度[8]
- 思わずつながった例 銀座→7丁目 ピンク→電話[9]
- 30代サラリーマン向け（ミッキーのキャラクターの元ネタがビートたけしの刑事ヨロシクから来ている事を表した式）
- 30代サラリーマン向け② 優≒我修院達也（汚れた優が我修院に似ていることを表した式）
- 常識で夜露死苦 田んぼ→ha タンス→さお ダンス→ステップ
- 常識で夜露死苦Ⅱ 銀行→行 前科→犯 保険→口
- 海老名美どり組 峰兄貴のこだわり 「離婚」→バツ1
- 「ラーメン大好き小池さん」≒「ご飯大好き光さん」
- ミッキーの18番「ワイヤーなしのワイヤーアクション」
- ツッパリ・ジョニー 連勝記録44（12月14日 江角マキコ→ショム1）
- OB会連絡1 ぶんぶんパーティー 12月開催
- OB会連絡2 ぶんぶんグッズ 発売決定
- 我修院優の参考書より お母さん→ひーはちにん 田んぼ→20ぺスカル
- 拳の好きな言葉スペシャル のぎへん「禾」
- 鉄の味はOK 鉄の色はNG
- 追い求めるものは 言葉の美学
- 控えたいお題の例「パンティ」「テレフォンクラブ」
- ジョニーの尊敬する二枚目俳優。（サングラスをかけた永瀬正敏のイラストとセット）
- 数取団裏番優さん 「煮込むぞ」 数取団表番拳くん 「もみ消し」
- 去年の冒険王の来場者数 464万人!!（2006年お台場冒険王 数取団ブース）
- シュウ活→3企画目
- リモコンでの殴打厳禁!

## ルール
- プレイヤーはバイクにまたがって円形に並ぶ。バイクは円形のセットに固定されており、ゲーム中はゲームのリズムに沿ってセットがゆっくりと左回りに回転し続ける。
- 「せーの、ブンブンブブブン!」の掛け声でスタートする。「せーの」の掛け声は最初に順番が回るプレイヤーが担当し、「→」の中に「単位」のテロップが出て、「ブンブンブブブン!」の部分は全員で言う。
- リズムに合わせて、最初の1人がお題となる物や人物（基本的には何でもよく、現実には複数存在しないものでもよい）を言う。続けて全プレイヤーが「ブンブン!」の掛け声で合間をとった後、右回りで次のプレイヤーが「1本」のように数とそれを数える単位を答える。その後、再び「ブンブン!」の掛け声で合間をとり、答えたプレイヤーがさらに次のプレイヤーへのお題を出す。この「（前のプレイヤーがお題を言う）→（ブンブンの掛け声）→（次のプレイヤーが数・単位を言う）→（ブンブンの掛け声）」の流れを繰り返す。
- 前のコーナー「七人のしりとり侍」が採用していた、エンドレスで出続ける状態が続くとテンポが速くなる「高速戦」は行っていない。
- 数は1ゲーム毎に1から始め、1つずつ増やしていく。例えば「30人」と答えた場合、1ゲームで30回のお題と解答が途切れずに続いていることになる。
- 前に出たお題や答えは、何度でも繰り返し使って構わない。
- 誰か1人がアウトになった場合セットの回転が止まり、1ゲーム終了。それまではエンドレスで続く。
  - アウトの判定は他のプレイヤーが指摘することで行うが、お題の出し忘れなど明らかなミスプレイの場合はスタッフによって自動的にゲームが止まる。
- 「せーの」の掛け声と最初のお題を担当する最初のプレイヤーは、同日の放送内1回目のゲームのみ翔（矢部浩之）で固定。2回目以降は、前回のゲームでアウトになった人間が最初のプレイヤーとなる。
- アウトとなる事例
  - 数・単位を答える際にリズムによる制限時間内に出せない、または数や単位を間違える。
  - お題を出す際にリズムによる制限時間内に出せない、または一般的な言葉として成立しないお題を出す。
  - 言葉を噛んだり、掛け声を間違える。（「×」及び「???」のテロップが出る）。
  - 間違ったと誤認したり、お題が気に入らない（呼び捨てにした等）、などの理由で勝手に流れを止める（「×」のテロップが出る）。
  - 一つのお題に複数の単位が存在する場合で、そのお題固有となるような単位を言わなかった場合[10]。
  - 意味不明なお題を出題したり、単位を茶化したりなど、ゲームの最中にふざける。
  - スタート時の掛け声「せーの、ブンブンブブブン!」の直後に「ブンブン!」と掛け声をする（ぶんぶんオーバー、ゲストによくあるミス）。

### アウトの場合
- アウトになるとヤンキーホン（クラクション）が鳴り響いてバイクの中央から火花が吹き出し、罰ゲームで「関取団」のリーダー・火の竜（元幕下力士）と相撲を取らねばならない。
- テロップは「ツッパリ・○○○（×試合目）」。○○にはアウトになったプレイヤーの名前が、×には罰ゲームを受けた通算回数が入るが、1回目のみは「初土俵」表記。例として「ツッパリ・翔（2試合目）」だと翔（矢部）が2回目の罰ゲームということになる。相撲時にはその人の似顔絵と名前が書かれた垂れ幕が出現する（2017年12月2日放送分はLCDモニター）。
- 負け数を重ねた場合、レギュラー乱闘生は概ね5敗目、10敗目、以降10敗毎、ゲストの兄貴は最終戦で敗北または3敗を達成した段階で、「男の勲章」と称して関取団から恥ずかしいマル秘写真を張り手で身体に貼り付けられる（ただし、5敗目はマル秘ではなく昔付き合った女性や噂になった有名人等の写真の目の部分に黒い線がついたもの）。
  - BGMはダイナマイト（SMAP）[11]（レギュラー乱闘生の5敗目はBGMなし）。
  - レギュラー乱闘生は20敗に達すると関取団によって、「スモウライダー」（後述）にされてしまう。
- 各放送回でのゲーム数は「夜露死苦（よろしく）」の単位で、「夜露死苦Ｉ」「夜露死苦II」のように表記される。

### 2ケツルール
- ゲストが2人以上いる場合は2人1組で数取に参加する場合があった。ルールは1人ずつ行う時と殆ど変わらないが、「お題を出す後部座席側」と「お題に答えるハンドル側」に分かれてゲームを行っていた。ただし、ゲストに応じてハンドル側が両方行うなど例外もあった。
- 罰ゲームは連帯責任で2人とも行うのが基本だが、初期はミスした方のみなどルールは一定でなかった。

### ルール補足・例外
- 状況によっては、ゲームを止めてノーカウントのまま最初からやり直しになることがある。
- 単位の難しいものや早口言葉など、答えにくいお題のことを「ブッコミ」と称する。
- このコーナーでは「単位」としているものは正確には助数詞であったり、単位でない場合もある。また、本来正しいはずの「単位」がお手つきや不正解とされるものある。これは、このコーナーではあくまでも「言葉の響きの美しさ」を重視しながら数を数えるという独自のルールがあるため。そのため、本項目では番組の方針に従い実際は助数詞や単位として正確ではないものも「単位」として扱っている。
  - 例としてアカデミー賞やブルーリボン賞の単位が「〇部門」、キャベジンの単位が「〇錠」、江角マキコの単位が「ショム〇」、離婚の単位が「バツ〇」、ワインの単位が「〇年物」のほうが美しいとされ、間違えた者がアウトとなっている。
- お題について、特定の人物（有名人や架空のキャラクター）を使用する際には敬称はつけてもつけなくてもよい。
- ゲームの参加は自己責任であり、関取団との相撲などにより怪我をしても数取団を理由にして番組や他の出演者、番組のスタッフを責めないことを約束している。
- メンバー達は「しりとり侍」との違いがルールしか理解および把握できておらず、関取団の登場に驚愕していた[12]。また、回転台ステージの中央から火花が出てくる事すらもメンバー全員に全く認知されていなかった[13]。

### ブッコミ
解りにくいお題を出したり、同じお題が数回連続した直後にいきなり似たような言葉のお題を出すこと（このことから、「同じお題はブッコミの前触れ」というのが定説となっている）。だが、たまにまったく違うお題の場合もある。多くは、ジョニーが生み出したブッコミである。ゲーム開始前に「ブッコミ宣言」を出すこともあり、次の解答者にプレッシャーを与えることもできる。下記のバリエーションがある。
- 単位が分かりにくい系（タンス→○棹、テスト期間→○日や○週間、刀→○振り[14]、うさぎ→○羽、ざるそば→○枚、太鼓→○つつみなど）
- 似たような言葉系（カラス→ガラス、タンス→ダンス、バイク→俳句など）
- 早口言葉系（ハイドロプレーニング現象、パウエル国務長官、ゴルバチョフ書記長、ラムズフェルド国防長官、マサチューセッツ工科大学、御堂筋線心斎橋駅、業務上過失致死、新春シャンソンショー、VivaVivaV6、柿食う客、伊佐坂さん、マックチキンナゲット、ラクリマ・クリスティなど）。ただしこれらの単位は簡単なものが多く、次の人が同じ早口言葉を言わなければならないルールも無い（簡単に言えるお題を言えば回避できる）ので、厳密にはブッコミとして成立していない。光は「柿食う客」を「かち食うちゃく」、「ラムズフェルド国防長官」を「ラムズフェルドバクチョーチョーカン」と言ってアウトになったことがある。
  - 高橋克典が登場した際は、自身が出演した映画のタイトルをお題に出した（新・仁義なき戦い/謀殺）。
- 1文字系（蚊、歯、胃、目、屁、鵜、矢、木など。）
  - リアクションを同時にする（例えば「屁」の時はお尻を突き出したり、「歯」の時は歯を指差す）事が多い。
  - その為に、ジョニーが笑いすぎでギブアップした事も。（後述）
- マサチューセッツ工科大学は、山奥〜豚の乱〜の第七話「騒然」でおたけ（ジョニー）に出されたお題としても使われている。やま様（光）曰く、「あなた（ジョニー）が作ったんでしょ」。

### 関取団
数取団のライバルである力士集団という設定で、不良を意味する「ツッパリ」と相撲の「突っ張り」を掛けている。放送初回の解説テロップでは「スポーツマンシップで相撲に挑戦」と表現していた。しかし実際の関取団は、明らかに現実の相撲では禁じ手となっているはずの技（蹴り、ビンタ、頭突き、ジャイアントスイング、金的、水攻め等）を臆面も無く行使してきたり、倒した相手に対し追い打ち（踏みつける、蹴りつける、ドラム缶や一輪車の荷台などに押し込める、舞台から叩き落とす、等）をかけながら帰っていったり、一人では敵わない相手（後述の武蔵丸兄貴をはじめとした格闘技経験者）や気に食わない相手には人数掛りで襲い掛かる、相手がフライングすると激怒して張り手を喰らわすなど、スポーツマンシップに反したラフプレーが非常に目立つ。
相撲に関しては素人のメンバーやゲストが元力士である火の竜にかなう筈はないが、勝利したゲストもいる。
- 武蔵丸親方兄貴、元横綱だけあって相撲の実力で勝利した。武蔵丸は現役時代にも火の竜と対戦し、勝利している。因みに2回目の関取では光がちょっかいを出して火の竜の矛先が変わってうやむやとなり（光は負けた）、3回目の関取では関取団全員の総攻撃で負けてしまった。
- 飯島直子姉貴、2回目の関取で火の竜がわざと負けた。因みに1回目の関取ではファンである火の竜が手を差し出して握手しただけで終わり（これに異議を唱えた拳が1・2回目の関取後、字幕では「拳の注意に目覚めた関取団」という流れで相撲することになり負けている）、3回目の関取では火の竜が抱き上げて丁寧に下ろして勝っている。
- 雛形あきこ姉貴、2ケツルールに則りジョニーと共に参戦。呆気なく負けたジョニーを尻目にSの雛形がMの火の竜を思い切りビンタした結果、火の竜が戦意喪失してしまい退陣してしまった。
- マー坊兄貴（中居正広）、前衛に事務所の後輩である関ジャニ∞（当時）達と9人（通称:関ジャニ9）で勝負したが、後輩に投げ飛ばされて実質関ジャニ∞だけで関取団を追い払い勝利した。火の竜を怒らせた際にマー坊兄貴がスナック∞を逃げ回り、火の竜に両手で確保され、火の竜に投げ飛ばされてしまい、最後に壁が壊れた。

関取団として、過去に大刀光や星誕期や六車勇輝といった元関取や俳優も出演していた。元序二段で後にめちゃイケの本編にも登場する安田大サーカスのHIROも出演したことがある。他の関取団メンバーたちにもプロレスラーが多く、松田慶三（KABA.ちゃんに気に入られて対戦）・三和太（中居正広、江頭2:50に勝つ）・マッスル坂井（後に後継コーナーの只今参上!色とり忍者にも出演）・一宮章一・三浦博文・平野勝美などがいる。
2006年お台場冒険王開催中に、本コーナーが山本の不祥事により打ち切りとなった為、お台場で行われた『東京めちゃイケランド』で「セッキーマウス」としての出演が事実上火の竜ら関取団の最後の仕事となったが、2007年10月20日放送分の「只今参上!色とり忍者」に火の竜のみゲスト出演した。火の竜はその後、2010年2月20日から始まった新コーナー「集中寺」にも和尚役として出演している。

## 乱闘生
乱闘生の紹介順は2002年〜2006年まで「翔→拳→優→ジミー→光→ジョニー→ミッキー」の7人。2017年版では「翔→拳→優→敦士→ジミー→福徳(へび次)→みなみ君→ジョニー→ミッキー」の9人である。
『』内は2017年のスペシャルの自己紹介にて、「当時の数取ゲーム成功率」「関取団にボコられた回数（試合数）」と共に紹介された個人的な事柄。いずれも数が関与している。

### 初代突込総長・翔
演：矢部浩之/試合数：9試合/数取率：96.0199%(2位)/『愛する息子…2人』
名前の由来はパロディ元である氣志團のリーダー、綾小路翔から。バイクはカワサキ・ZRX400。特攻服には「土八男児」と書かれている。
登場時の決め台詞は「数取団初代突込総長やらしてもらってる翔だけど、今日も（または久々に）ガンガンブッコんでいくんで夜露死苦！」。
成績は非常に安定しており、関取団との試合数は最も少なく、初期の乱闘生の中で唯一試合数が1桁台に留まった。また、初期の乱闘生で唯一お題に関するミスをしておらず、一回の放送で2回以上相撲を取った事も、初戦で敗れた事もない。ただし、厳密な数取率はジョニーの方が高い。
1番目という都合上、全てのゲームを始める役割を担う。最初のお題は春の放送なら「卒業式」、連休が近い時の放送なら「ゴールデンウィーク」、夏の放送なら「夏休み」などの季節ネタやゲストに因んだお題で始める事が多い。他のメンバーと比べて目立ったブッコミをすることは少ないが、時折難解なお題を織り混ぜたり、「お金」→「おかん」や「マスコミ」→「ますだおかだ」といった似た言葉のブッコミを仕掛けることはある。
兄貴が二人の場合はその内の一人の兄貴の後ろになり、それによって兄貴からブッコミを決められることもある。まあ、機械やデジタルに疎いことが災いして、インターネット・ホームページ・ツイッターの単位を答えられなかった他、「土地」や「太鼓」などの比較的メジャーな単位を答えられずに敗北した事もある。
相撲の際、ヅラが取れ、関取団に帽子を被された際に手塚治虫や松本零士といった有名漫画家に変身し、メンバーから鉄腕アトムや銀河鉄道999のメーテルをリクエストされるが全く似てないイラストを披露することが何回かあった。ちなみにアトムはその後特攻服の裾にも描かれている。
- 第3弾では、「3つ子」を「4人」と言ってしまい、初土俵に。この敗北を持って初期の乱闘生全員が関取団と相撲を取ったことになった。
- 第4弾では、「長さ」を「52km」と言おうとしたが、「52キロッキロメートル」と噛んでしまい2敗目を喫した。
- 第5弾では、「お箸」を「3個」と単位を間違えてしまい3敗目を喫した。
- 第17弾では、「インターネット」を「5台」と言って5敗目となり、ミッキー、拳、優、ジミー、光に次ぐ6人目の男の勲章の写真を貼られた。なお、このミスはゲストから決められており、光以外の乱闘生では初となるゲストに決められた敗北である。
- 第21弾では、「ホームページ」を「6ヶ所」と言って6敗目。
- 第23弾では、「太鼓」を「3個」と言い7敗目。
- 第24弾では、「土地」を「1面」と言い8敗目。
- 最終回では、「ツイッター」を「11回」と言い9敗目。
- 5敗目の写真は本人曰く「マジで秘密」。

### 子連れの狂犬・拳
演：加藤浩次/試合数：17試合（代理を含めると19試合）/数取率:92.0398%(6位)/『相方の不祥事…11年前』
長女誕生前のキャッチフレーズは「迷える狂犬」。バイクはカワサキ・ゼファー400。当初は黒のジャンパーと無地の白シャツであったが後にシャツのみ英文がプリントのTシャツを経て、妻子の写真がプリントされたTシャツに変更された。2017年のスペシャルでは現在の妻と成長した子供達の写真になっていた。2005年9月10日放送分からセルビア・モンテネグロの刺繍があるジャンパーを着用している（理由はこちらを参照）。
拳の名前の由来は『人にやさしく』で加藤が演じた「大坪拳」から。
自己紹介の際に「数取団のよぉ〜、乱闘生のぉ、拳だけどよぉ〜、好きな言葉は…」と前振りをするほか、途中から名乗る直前に雄叫びをあげるようになった。イメージカラーは紫。
2017年のスペシャルでは不在の光に代わり、数取部長代理としてジャッジを行った。
成績はあまり良くなく、第2弾までに9戦中4敗を喫してしまい、数取率が歴代最低の56%まで落ち込んだことがある。また、関取団から通常以上に手荒い一撃を受けたり、飯島直子姉貴の代理として相撲をさせられるなど、他のメンバーと比べて災難に遭う事が多い。更に滑舌が悪いせいで、しばしば噛んだりお題を間違えてしまう事もあった。
- 第1弾では、「カラス」の単位を「13個」と言って初土俵に。さらに「ダンス」の答えを「サイ・・・セブンステップ(テロップでは？？？)」と噛んでしまい、初回にして史上初の2連敗。拳本人は「セブンステップ」と言いたかったらしい。
- 第2弾では、「ハト」の単位を「8匹」と言って3敗目、更に次のゲームでは、「置手紙」を「おっきぎゃてがみ」と噛んでしまい4敗目。
- 第5弾では、「ご飯」の単位を「10、20枚」と焦って間違え、ミッキーに次ぐ2人目の5試合目の男の勲章の写真を貼られた。
- 第6弾では、テスト期間を「1回」と言ってしまい6敗目。更に翔が「前科→5犯」と答えたのに「あー、ご飯!前科だよ、前科だよ！」と中断した報いで7敗目。ゲストがいない第6弾までで1番多く相撲をとった。
- 第9弾では、「痴漢→18人」と答えたが、その後のお題が言えずに「ブーン」と言ってしまい、8敗目。
- 第14弾では、「ざるそば」を「5皿」と言ってしまい、9敗目。
- 第15弾では、「武道」を「ロクトーギ」と言ってしまい、光、ミッキーに次ぐ3人目の10敗目・男の勲章のマル秘写真を貼られた[16]。
- 第17弾では、お題で「ミカン」や「メロン」が続いたときに「メカン」と噛んでしまい 11敗目。
- 第21弾では、絆創膏の単位を枚ではなく個と数えて12敗目を喫し、さらに次のゲームで開始直前に「凡ミス厳禁なんで夜露死苦！」と声かけしていたにもかかわらず、「あっごめんまだ何も考えてない…」と言ってしまい、13敗目。
- 第23弾では、「ドラマ」を拳は「ドラマー」と勘違いしたのか、「11人」と言ってしまい、14敗目。
- 第26弾では、「かしまし娘」を「10人、10組」と言ってしまい15敗目。極楽とんぼの2人が15敗目の1人目、2人目を独占する羽目になった。
- 第38弾では、「キャットフード」を「10食」と言ってしまい、更に「猫飼ってる人からしたら「1食」でしょうが。猫飼ってる人います？はい！飼ってます、私」と大嘘を吐き、50連勝ストップの16敗目。
- 最終回では、「ランウェイ」を「6本」と言ってしまい、17敗目。
- 5敗目の写真は妻・カオリ（緒沢凛）。

### 三度目の中3・優
演：濱口優/試合数：13試合/数取率:94.0298%(3位)/『抜き打ちテストのバカ王座…6回』
バイクはカワサキ・FX400R。水滴の絵が描かれた「三角すい」がプリントされたTシャツを着用している（出典は第2回抜き打ちテストの珍解答より）。また、「学校に遅れてはいけません」の英訳の誤答がプリントされたTシャツも着用した経験がある。
名乗る際に「数取団乱闘生の〜、ミャ〜さるだけどよぉ〜」あるいは「マッスわ〜るだけどよぉ〜」と、自分の名前を思いっきりデフォルメして言う。自己紹介では濱口自身の近況を報告。「俺なんか今日お母さんに『○○○』と言われたけど無視しましたぁ〜!」と叫んだ後、濱口の家族（主に母）の言動に対して「バカヤロ〜!」と叱責する。ただ、第8弾では抜き打ちテストでのあまりの成績の悪さに、「本当にお母さんに『もう一度塾に行った方がいいのでは?』と言われた」時には「そうしようと思います」と従っていた。
番組内では「バカキャラ」で通っているが、数取率は比較的高い。お題を言う時に「プ↑ール」「豆↑腐」「黄↑色」「よ↑っちゃん」「椅子↑」「フィ↑レオフィッシュ」などしばしば声が裏返ることがある。
応援テーマは「マサル天国」（おさかな天国のパロディ）。
相撲に敗北し、学ランを脱がされると「寒い！」というリアクションを取り、ミッキーらが「とっても寒がりで〜」（尾崎豊のOH MY LITTLE GIRLのワンフレーズ）と歌われることがある。
- 第2弾では、「おかん」を「ひーはちにん」と言ってしまい初土俵となった。さらに「田んぼ」を「20ぺスカル」と言って2敗目を喫した上に相撲をフライングして、関取団から手痛いビンタを喰らった。
- 第4弾では、「バイト」を「8バイト」と言って3敗目。さらに「スターウォーズ」を意味不明な言葉で返してしまい4敗目。
- 第5弾では、「ゴルフ」を「13ハッソー」と言ってしまい、ミッキー、拳に次ぐ3人目の5敗目の男の勲章の写真を貼られた。
- 第6弾では、「ポスト」を「12ヶ所」と言ったあと、「13ヶ所」と言ってしまいミッキーに次ぐ6敗目。
- 第14弾では、「ざるそば」を「17そば」と言ってしまい7敗目。
- 第18弾では、「マサチューセッツ工科大学」を「マサチューセッツコーダダキャグ」と噛んでしまい8敗目。
- 第19弾では、「タンス」を「3タンス」と言ってしまい9敗目。
- 第21弾では、「暗算」を「1段」と言ってしまい光、ミッキー、拳に次ぐ4人目の10敗目・男の勲章のマル秘写真を貼られてしまった。
- 第22弾では、「バスケットの試合」を「バスケットの、試合」と噛んでしまい11敗目。
- 第41弾では、「新春シャンソンショー」を「シンシュンサンソンショー」「シンシュンシャンションショー」と噛んでしまい2年半ぶりに敗北。87連勝ストップの12敗目を喫した。
- 5敗目の写真は元彼女・本田みずほ。

### 地味な大巨人・ジミー
演：有野晋哉/試合数：13試合/数取率:93.5323%(4位)/『ムダに重ねた芸歴…27年』
地味なキャラクターだから「ジミー」。自己紹介でも、自分の存在感の薄さに対して「アカンアカン！」と自戒する。バイクはスズキ・GSX400インパルス。「数取団」と描かれている白いハチマキを着けている。
兄貴が二人の場合はその内の一人の兄貴の前になり、兄貴が三人の場合はその内の一人の兄貴の後ろになる。
結婚前は「俺から俺へ一言!」という前フリだったが、結婚後は「俺から嫁へ関白宣言！」とフるようになった。前者は自虐的な発言を、後者は妻である北村祐子に対して弱気な発言をする。
成績自体は平均的でミスも少ないが、順番がジョニーの次であり、彼から高度なブッコミを決められてしまうことが多い。
- 第3弾では、「川柳」を「1ちゅ」と噛んでしまい、初土俵。
- 第4弾では、「おこげ」を「5こげ」と言ってしまい2敗目。
- 第6弾では、「伊佐坂さん」を「イサカサカさん」と噛んだり、3敗目を喫し、さらに「ピンク」をベテラン芸人のピンクの電話と連想してしまい「電話」と言ってしまい4敗目を喫してしまった。
- 第8弾では、「タラコ」を「19はらす」と言ってしまい、ミッキー、拳、優に次ぐ4人目の5敗目の男の勲章を貼られた。
- 第13弾では、「九九」を答えず6敗目。
- 第17弾では、「パーマン2号」を「25号」と言ってしまい8敗目。
- 第21弾では、「左」を「左手」と言ってしまい9敗目。
- 第22弾では、「真ん中」を「9方向」と言ってしまい、光、ミッキー、拳、優に次ぐ5人目の10試合目・男の勲章のマル秘写真を貼られた。
- 第24弾では、「キャンパス」を「47キャンパス」と言ってしまい11敗目。
- 第30弾では、「ターミネーター」を人間と勘違いして「3人」と単位を間違えてしまい、30連勝ストップの12敗目。
- 第34弾では、えなりかずき兄貴のお題の「和歌」を井上和香と勘違いして「4人」と単位を間違えてしまい13敗目。
- 5敗目の写真は出っ歯が特徴の六本木の(当時)チーママ。

### 伊集院家の星・光
演：山本圭壱/試合数：37試合/数取率:81.592%(最下位)
自己紹介の際は、「すいませんが〜、奥さん、お宅の先月の水道代、高くなかったですか〜？」などと、妙に含みを持たせた台詞を吐く。
本名伊集院光。理由はデブキャラだからである。なお、伊集院光自身の本名は異なる。バイクはスズキ・バンディット。
メンバーでは最も関取団との試合数が多く、数取率も最下位。このコーナーがスタートして最初に敗戦を喫したのも光であり、20敗目を喫した時には「スモウライダー」に変身させられた。スモウライダーは、関取団にパシリにされる名目で一時期めちゃイケのコーナーと化していた。さらに、外の空き地にも初代スモウライダーとして優勝額を模した写真が飾られていた。
相撲の際、ヅラが取れた際は「別名・浅香光代」というキャラが定着した。更に羽二重が取れると「桂ウスラ師匠」にも変身する。2003年7月から2005年6月までは火の竜によってパンツ（のチャック）やズボン（のベルト）を破壊されることが多くなり、2005年9月以降は一輪車に乗せられて風車を持たせられ、「大五郎」に変身させられてしまう。2006年の放送では壊れたズボンの説明をするときには坂上二郎に変身してしまうというネタもあった。
数取部長として、ゲームをジャッジする役目があるのだが、座り位置が兄貴（姉貴）の次となっており、ブッコまれる危険性が最も高い。そのため、兄貴（姉貴）にブッコミを決められ、自分で自分をジャッジする羽目になることも多い。
ブッコミを決められる事が多いのに加え、お題の単位がわからない時や、たまたまお題の響きが良かった時はお題の言葉で返してしまう癖があるため、中期はそれで試合数を稼いでしまった。
数取部長の一番弟子には数取係長（森田剛）がいるが、彼が志願して入ったという。
2017年の最終回には出演できず（番組内では「バイク事故で星になった」という設定にされた）、スナック∞に衣装のみ飾られていたほか、外の空き地に飾られている初代スモウライダーの写真には「休場」の文字があった。
- 第1弾では、漫画を4冊と答えたが、お題を忘れてしまい初土俵となった。
- 第4弾では、緊張のあまりか「5杯」と言う所を「ご飯」と言ってしまい一度は見逃しとなったのだが、次のゲームで「5杯」と言う所をまた「ご飯」と言ってしまい2敗目を喫することに。
- 第5弾では、「ヒール」を「11個」と単位を間違え、その後お題も「ハール」と意味不明な事を言ってしまい、3敗目。
- 第8弾では、「柿食う客」を「かち食うちゃく」「カキューキャクキャク…」と噛んだ。6戦中2敗を喫し、ミッキー、拳、優、ジミーに次ぐ5人目の男の勲章を貼られた。
- 第9弾では、「宝塚」を「1人」と言ってしまい6敗目を喫した。
- 第10弾では、新庄剛志兄貴のお題「目やに」を「13ヶ所」と言って7敗目、「靴底」を「32ヶ所」と言って8敗目、「ホームベース」を「1個」と言って9敗目、「ドラえもん」を「40人」と言ってしまい、史上初の10敗目・男の勲章マル秘写真を貼られた。また、この回以降、それまで90%台だった数取率が80％台に下落し、単独の最下位となった。
- 第11弾では、峰竜太兄貴のお題「山林」を「伐採」と言ってしまい、11敗目。
- 第14弾では、「刀」を「1本」と言ってしまい12敗目、次のゲームでは、ハウマッチ（日本語で言うと「値段はいくらですか？」）とお題を出すが、お題とは言えず単なる質問だったため（光自身は、「○ドル」が正解と言っていた）、悪ふざけと判定されて13敗目。
- 第15弾では、「一反木綿」を「一反木綿」と返してしまい、14敗目。
- 第18弾では、「高速道路」を「いくぢ号線」と噛み、17敗目。
- 第19弾では、「ラムズフェルド国防長官」を「ラムズフェルドバクチョーチョーカン」と言ってしまい18敗目[19]、さらに薬丸裕英兄貴からのお題「ラスク」を答えず19敗目を喫した。
- 第20弾では、「リオ・デ・ジャネイロ」を「リオ・デ・ジャネイロ」と返して前人未到の20敗目を喫した。更にその後「相撲部」も「相撲部」とそのまま返してしまい21敗目。
- 第21弾では、「倉庫」を「13倉庫」とそのまんまで言ってしまい22敗目。
- 第22弾では、「ニコチン」を「1カロリー」と言ってしまい23敗目。
- 第24弾では、「トリビア」を「泉（八嶋智人兄貴が司会を務めていたトリビアの泉のこと）」と言ってしまってしまい24敗目。
- 第26弾では、「名場面」を「9場面」とそのまんま言ってしまい25敗目を喫した。
- 第27弾では、「刀」を「1とう」と言ってしまい26敗目、さらに 「大阪城」を 「1ほり」と言ってしまい27敗目。
- 第29弾では、武蔵丸が火の竜を追い詰めたとき武蔵丸に煽られたとはいえ、火の竜に体当たりした事から、次に敗れた際にその件に激怒した火の竜にボコボコにされている。さらにその後、火の竜が武蔵丸と真剣勝負をした際にも背後からそれを妨害し、またしても火の竜によってボコボコにされている。
- 第31弾では、「長宗我部元親」を「1回」と言ってしまい、前人未到の30敗目を喫し、関取団からのマル秘プレゼントを贈られた。
- 第32弾では、「頭巾」を「1枚」と言ってしまい31敗目。
- 第38弾では、当時、ブレイクしていたヒロシがゲストだった時ヒロシのネタの最中に流れている曲「ガラスの部屋」を知らずに「25部屋」と言い、間違いではないが、この回は「曲」ということになり24連勝ストップの32敗目。
- 第39弾では、「小泉内閣」を「1点」と言い33敗目、次のゲームで「中曽根内閣」を「8組」と言ってしまい34敗目を喫してしまった。
- 第40弾では、アイドルグループの名前が続いた中、急に「落語」が出てきて「8件」と言ってしまい35敗目。
- 第41弾では、大木ひびき兄貴の早口お題「生麦生米生卵」を答えず、36敗目。
- コーナー打ち切り前最後の第42弾ではワインの単位で「1本」と答えたが稲垣吾郎兄貴が「1年物」という考案について、判定の解釈の仕方で自滅し37敗目を喫した。
- 5敗目の写真は自分の顔写真つき育毛剤（本人に暴露するような恋愛歴がなかったため）。

### 孤高の美男子・ジョニー
演：武田真治/試合数：10試合（代理を含めると11試合）/数取率:96.5174%(1位)/『今カノとの交際…1年』
バイクはハーレーダビッドソン・XL883スポーツスター。
マダムキラーキャラ。自己紹介で「奥さん、何をしてほしいんだい？」と、少々淫靡な台詞を吐く（通称「人妻との不倫シリーズ」）。ウケる時とスベる時がある。最初期は「トーストにはブルーベリージャム」などとごく普通のことを言っていた。
自分の前にいる光が全くと言って良い程ブッコまないのもあるが、「しりとり侍」同様予習をしっかりやっている事もあり、数取率はメンバー1位、最高で98%を記録したことがある。だが、2ケツの相方のミスによって相撲を取らされた事も多く、試合数は翔より多い。実際2017年の復活スペシャルでは本人はミスをしなかったにも関わらず、くっきー兄貴の悪ふざけによる連帯責任で過去8回しか取っていない相撲を2回もとらされる羽目になってしまった。
数取団終了後、時折このキャラで他のコーナーに出演している。
「マヨネーズ」→「迷える子羊」や「ピンク」→「ピンクの電話」など似ている言葉のブッコミや、早口お題が得意。
兄貴が三人の場合は一人の兄貴の手前になる。
- 第3弾では、ご飯を9杯と数えるはずが焦って「9ハン」と答えてしまって初土俵となった。
- 第11弾では「江角マキコ」を「1人」と普通に答えたが、光の独特なルールにより江角マキコの単位は「ショム１」と数えることとなり、44連勝ストップの2敗目を喫することになった。
- 第13弾では1文字系のお題（前述）が繰り返された際に笑いすぎてしまった影響により「オレもうダメだ、もうやめる」とリタイアを自ら宣言し、3敗目を喫したことがあった。
- 第19弾では「ドラゴン」というお題に対し、分からなかったのか「うわっはぁ～!!」と言ってしまい4敗目を喫した。さらに「ラズベリードリーム」を「1回」と言ってしまい、男の勲章のシールを貼られた。これで全員が5敗目の男の勲章のシールを貼られた。
- 第22弾では、「おかまのトオル」を「おかまのポー、ポル、あっ…」と噛んで6敗目。
- 第23弾では「矢切の渡し」と言おうとして「わたりし」と噛んで7敗目。
- レディーススペシャルで雛形のミスにより8敗目。その際のテロップが「ツッパリ・ジョニー&あきこ（初土俵）」として放送されている。
- 最終回では前述の通りくっきー兄貴のミスにより9・10敗目。
- 5敗目の写真は杉田かおる。

### 本名三木聡・ミッキー
演：岡村隆史/試合数：18試合/数取率:92.5373%(5位)/『お世話になった人々…∞』
バイクはカワサキ・GPz400F。
自己紹介の時は他の乱闘生と異なり、なぜかカメラ目線ではなく画面向かって左あたりを見ながら話す。そのときには唯一クラクションが流れる（他はエンジンを噴かす音）。噛んだ時点で終了。すべることが多く、そのときのキメ台詞は「おっとぉ〜！軽く滑ってるぜ〜！」。
モデルは「ビートたけしの刑事ヨロシク」に登場する不良少年「ミッキー」（ミッキー岡野）。イメージカラーは黒。本名が映画監督と同じであるが、関連性は特にない。
レギュラー放送時代の乱闘生の中で唯一、自己紹介やオープニング時にサングラスをかけていなかった。
ゲームの際は兄貴（姉貴）の手前のバイクにまたがっているためか、兄貴（姉貴）にブッコミを決めて敗北に追い込むことが多い。しかしミッキー自身も拳に高度なブッコミを決められたり、凡ミスで敗北したことが多数ある。その影響もあるのか「出木杉くん」を連発し、切り札としたことがあった（光のご飯責めに対する、出木杉くん責め）。また、身体が軽すぎるせいなのか、関取団との試合では、頭を掴まれて持ち上げられた挙げ句、思い切り振り回されてしまうことが多かった。
ジョニー同様、「ビッグマック」→「パックンマックン」、「座頭市」→「砂糖」 や 「ザトウクジラ」等の似た言葉のブッコミを得意とする。他の人のツッパリの際、よくカメラの前で踊っている。
- 第1弾では、「カラス」を「6匹」、お題を言うターンでも「7匹」と言ってしまい初土俵に。更に「ダンス」を「1曲」と答えたが、お題を言い忘れて2敗目を喫した。
- 第3弾では、「出木杉くん」を「でっきすぎくん」と噛んで3敗目、「空」を「ドカン」と言ってしまい4敗目を喫した。
- 第5弾では、「熱燗」を「17カン」と言ってしまい、史上初の5敗目の男の勲章の写真を貼られた。
- 第6弾では、「銀座」を「7丁目」と数え間違えてしまい6敗目。
- 第8弾では拳からのお題「乳牛」を牛乳と勘違いをして「7本」と言ってしまい、「業界の人はニューギューって言うよ」と言い訳をするも通じず7敗目を喫した。
- 第9弾では、「バーテン」を「7バーテン」とそのまんま言ってしまい、拳と並ぶ8敗目。
- 第13弾では、「ブルマ」を「ブルマー」とオウム返ししてしまい、9敗目。
- 第14弾では、「サンフランシスコ」を「9つ州」と言ってしまい、光に次ぐ2人目の10敗目の男の勲章のマル秘写真を貼られた。
- 第15弾では、「アカデミー賞」を「1回」と言ってしまい11敗目。
- 第23弾では、太鼓の単位を「3つつみ」を言おうと思ったが、「みつつつみ」と噛んでしまい45連勝ストップの12敗目を喫した。
- 第24弾では、ニコチンの単位を「3mg」を言おうと思ったが、「3ミミグラグラ」と噛んでしまい13敗目。
- 第30弾では、「フランスパン」を「23個」と言ってしまい14敗目。
- 第38弾では、「たらこ」を「イッポロ」と言ってしまい光、拳に次ぐ3人目の15敗目。
- 最終回では、「メガネ」を「24個」と言ってしまい17敗目。さらに、「インドネシアの通貨」というお題に対し、分からなかったのか「パセ」と言ってしまい18敗目を喫した。
- 5敗目の写真は当時の某人気女優。

以下は、2017年の復活スペシャルで初参戦した乱闘生。いずれもノーミスで終わった。

### 優の大舎弟・敦士
演：敦士/試合数：0試合/数取率：100%/『濱口を見返すと誓った日…26日前』
- 自己紹介では濱口の「シュウ活頑張ってるのか？」という質問を「無視」した事を明かす。
- リーゼントと花柄のシャツと赤い腹巻、クリーム色のニッカポッカを着ている。
- オープニングで全員が1人ずつカットインする場面ではカメラ固定で撮影しているため187cmという身長で顔が見切れてしまい口しか写ってなかった。
- ジョニーやミッキーのように「ビール」→「ビーグル犬」、「ダイヤ」→「バイヤー」、「カメラマン」→「ウルトラマン」と言った似ている言葉のブッコミが得意。
- 自身がモデルである事を活かして「ランウェイ」という難題を拳に6本と答えさせて、関取団と勝負させる事に成功している（敦士いわくm（メートル）が正解）。

### 芦屋のボンボン・へび次
演：福徳秀介/試合数：0試合/数取率：100%/『今年度終了のレギュラー番組…3本』
- 自己紹介の際に自身の出演していた「ジャルやるっ!」を終わらせたのは自分だと言い放ち、更に「ジャルっと爆ハリ!も終わらせたろかい！」と怒号を飛ばした。
- 全身スカイブルーの特攻服を着ている。
- 「メガネ」→「メガネ屋さん」「犬」→「犬養毅」のような言葉を付け足したブッコミが得意。
- 本編内では福徳だったが2018年の「72時間ホンネの旅」にてへび次になった。

### 吹田市長の子・みなみ君
演：後藤淳平/試合数：0試合/数取率：100%/『住宅ローン…35年』
- 元ネタはコンビのコントキャラの1つ「みなみ君」であり、自己紹介ではキャラの設定上、聞き取りにくい滑舌の為ほとんど理解できず、メンバーが困惑していた。
- ゲーム中も聞き取りづらい喋り方をするが、「タイヤ」を「○本」（個は間違い）と答えるほど理解力は良い（しかし本人曰く「2回戦以降くっきー兄貴が簡単なお題ばかり出すため間違える事がないから（ミスをしない）」）。
- 福徳と同じ服装だが、「数取団」と書かれたハチマキをしている。
- くっきー兄貴の出した「猫の頭蓋骨」を1個、「YouTube」を1チャンネルと答えたが、前者は意味不明なお題と見なされ、くっきーがアウトになり（ただし、頭蓋骨自体の単位は個である為、誤答ではない）、後者は「1再生」が正解だが、お題を出したくっきーが「1小窓」と場違いなボケをしたことでメンバー達から悪ふざけと非難され、またもやくっきーがアウトになったため、2回共に関取団との試合をせずに済んだ。

## 兄貴・姉貴
第7弾から兄貴・姉貴と題してゲストが出演。数取団同様、勝負服を着用している（例外もいる）。ゲスト兄貴の試合数は合計93試合、数取率は53.7325%。全勝を達成したのはパパイヤ鈴木兄貴・トモ兄貴・関ジャニ∞・大木ひびき兄貴のみ(ただし、関ジャニ∞の内博貴・ひびき兄貴は連帯責任のため相撲あり)。逆に全敗を喫したのは木梨憲武兄貴・中居正広（マー坊兄貴）・江頭2時50分兄貴（1回だけの勝負を含めればヨモギダ君）。ゲストで最もゲームに負けたのは木梨兄貴・和田アキ子兄貴（5試合）。

### 2002年
第七弾 木梨憲武（とんねるず）（5試合）（10月12日）
初のゲスト兄貴で、乱闘生たちは登場を直前まで知らされておらずかなり驚いていた。当の木梨兄貴は「子供の為に頑張る」と気合十分だったが、ゲーム中にお題を出される相手のミッキーに「次何来んの?」と聞いたり「お題変えないで」と交渉する、ゲーム開始時に「（ブッコミのお題を）もう一回考えさして」とゲームを止める、最終ゲームでミッキーと順番を入れ替えるなど、やりたい放題を敢行する。その結果、いきなりゲスト初の全敗を喫し、相撲を取り続ける羽目となった。挙げ句の果てに5試合目ではセットの足場に登って相撲を拒否、乱闘生の説得で一番弱そうな関取団員と対戦するも結局は投げられてしまい、男の勲章として港浩一の写真が貼られた。総集編（伝説の兄貴ベスト10）では放送されていなかった。
第八弾 くりぃむしちゅー（有田哲平（1試合）、上田晋也（1試合））（10月26日）
初の二人以上のゲストとなった。前回の木梨兄貴の全敗を受け、二人で一つのバイクにまたがり、前の者が単位を答え、後ろの座席の者がお題を出し、相撲は単位を答える側が担当していた。前半戦の夜露死苦Ⅲまでは前に上田兄貴、後ろに有田兄貴。後半戦の夜露死苦Ⅳからは乗り換えた。ジミーと光が5敗目を喫し、「男の勲章」のシールを貼られた。
第九弾 内山信二（3試合）（11月9日）
内山兄貴自身が相撲経験者ということもあり、火の竜と相撲でガチンコ勝負をしたが、あっさりとボコボコにされた。早口言葉のお題である「ゴルバチョフ書記長」を「ゴルバチョフチョクチョー」「柿食う客」を「ギャギグ〜ギャク」と噛んで敗北した。ただ、夜露死苦Ⅲでは「宝塚（単位は1座・1公演）」というブッコミを決め、「1人」と答えた光を6敗目に追い込むことに成功している。後に後継コーナー「只今参上!色とり忍者」にも出演した。メンバー曰く「気軽に呼べるゲスト」で、ゲストの中で唯一、しりとり侍・数取団・色とり忍者・めちゃギントン全てに出演している。
第十弾 新庄剛志（1試合）（11月30日）
当時メジャーリーガーだった新庄兄貴が「目薬」というお題に対し、「7テッテ」と言ってしまい関取団と相撲しようとした途端、中嶋D（当時）が「新庄さんが万が一負傷すると試合ができなくなります」と相撲を止めたため（数取団への出演交渉の際、相撲は様子を見て行うと条件があったから）、一端「水入り」状態に。この時関取団はどう対応して良いのか分からず、呆然とその様子を見ているだけだった。結局ミッキーの提案により、中嶋が相撲を（初の）代行する羽目に。また現役引退後の2006年12月9日放映のフジTV警察24時にゲスト出演した際、（怪我のことを心配する必要がなくなったので）もう一度数取団に出てリベンジしたいと懇願し周囲を困らせていた。その後、諸般の事情で終了した事をようやく察すると、すまなそうな顔でずっと加藤（拳）の顔を見つめていた。単位を新たに作り出した他、「靭帯」「のど仏」（いずれも単位は「ヶ所」）といった高度なブッコミに光は終始翻弄され続け、最終ゲームでも「ドラえもん」というお題に対し「40人（単位は「匹」）」と答えるという信じられない凡ミスをして、10敗目を達成し、レギュラーメンバー最初のマル秘写真を貼られてしまった。
第十一弾 峰竜太（2試合）（12月14日）
「手術室」を噛むなどなかなか思うように行かずにしびれを切らし、光に「ふるさとシリーズ」なるブッコミをかけた。その内容は「山林（単位は「ha」）」。しかし光はパニックに陥り「(単位ですらない)伐採」と答えてしまい、11敗目の相撲へ。なお、この回はレギュラーメンバーの紹介は無く、OP後は兄貴の登場からスタートした。
第十二弾 マー坊兄貴（中居正広）（SMAP）（3試合）（12月28日）
本コーナーで一番登場回数が多い兄貴。いけると思っていたブッコミを軽くかわされる、後輩である関ジャニ∞からぞんざいな扱いを受ける、関取団から通常以上に手荒くやられる、ゲスト初のマル秘写真を贈呈されるなどロクな扱いを受けていない。お題を言い忘れたり、早口言葉のお題である「ハイドロプレーニング現象」を複数回噛むなど凡ミスを連発し、ゲスト2人目の全敗を喫した。このマー坊というキャラクターは元々SMAP×SMAPでのキャラクターである。後に後継コーナーの「色取り忍者」や「めちゃギントン」にも出演した。

### 2003年
第十三弾 東幹久（2試合）（1月18日）
ドラマ『熱烈的中華飯店』の番宣で登場。しかしドラマの舞台が中華料理店なのにギョーザを「9杯（単位は「枚」や「皿」）」と間違えてしまった。最終ゲームで「卵（玉子）」を「タマコ」と噛んでしまい、関取団に持ち上げられ、ズボンの尻の部分が破けるというハプニングが起こり、さらにはマル秘写真を貼られる羽目になった。
第十四弾 セイン・カミュ（1試合）（1月25日）
当時、妻が妊娠していたということで後に生まれる息子の養育費を稼ぐべく出演。「刀」という日本人顔負けのブッ込みを光に繰り出すが、アメリカ文化丸出しの「ハンバーガー」というお題が急に出てきたときは焦って次のお題が出せなくなってしまっていた。優が負けた次のゲームで、「優応援歌」なる歌を口ずさんでいた。この回でミッキーが10敗目を喫し、マル秘写真を貼られる羽目になった。
第十五弾 高橋克典（3試合）（2月8日）
映画『新・仁義なき戦い/謀殺』の宣伝だけで十分だと思ったのか、「お疲れ様」とごまかして逃げようとしたが乱闘生たちに止められ結局ゲームを行い、3回も敗れた。それでも最後は光に「一反木綿」というお題を出し、ブッコミに成功するが、高橋兄貴も単位は知らなかった。前回のミッキーに続き拳も10敗目を喫してしまい、マル秘写真を貼られた。
第十六弾 アジャ・コング兄貴（2試合）（3月1日）
初の女性ゲストだが、なぜか「兄貴」付けとなっている。現役女子レスラーなだけあり関取団相手に善戦するが、胸を突かれるなどのセクハラをくらった挙句、最後にドラム缶に押し込まれてしまい「抜けない!」、「出してぇ!」と嘆いていた。
第十七弾 爆笑問題（太田光（2試合）、田中裕二（1試合））（3月15日）
田中兄貴は近藤真彦風の衣装、太田兄貴はキダムのピエロの化粧で登場した。田中兄貴はジミーのブッコミを悉くかわしたり、翔にインターネットのブッコミを仕掛けて成功したりするなど、大健闘を見せるが、最後のゲームでブルー（単位は1色）を答えた後にお題を言い忘れる凡ミスをしてしまい、相撲の際には股間を強く握られてしまう（この時のタイトルは、当時田中が睾丸摘出手術を受けたことにちなみ「関取団が玉取団になった夜」）。太田兄貴はルールをよく理解しておらず、単位を答えた後に間違えて数字を言ってしまったり、同じお題（「柿」）を繰り返すなど凡ミスが多く、さらにはメンバーのトークや関取団の相撲の邪魔をするなど、終始落ち着きがなかった。最後は激怒した火の竜に持ち上げられ、頭からドラム缶に押し入れられてしまった。この回で翔が5敗目を喫し、「男の勲章」のシールを貼られた。相撲時、田中兄貴の顔が描かれた垂れ幕は何故かカメラに一度も映っていない。
第十八弾 藤井フェアリー隆（藤井隆）（3試合）（4月5日）
天使の姿で登場するが、テンションの高さはいつも通りだった。しかし、関取団に投げ飛ばされて倒れこんだ姿を「鳩の死骸」と揶揄された。最終ゲームで「目」というお題に対し「8玉（単位は「ヶ所」）」と間違い敗れた。
第十九弾 薬丸裕英（1試合）（4月26日）
背中に「花丸市場（放送当時司会を務めていたはなまるマーケットの意）」という文字とはなまるくんがプリントされた特攻服に身を包んで登場（本人曰く「十数年ぶりに特攻服を着た」）。また、登場時にはシブがき隊のヒット曲である「100%…SOかもね!」を披露し、スタジオ内を盛り上げた。ゲーム内では、司会者としての話術を活かした早口ネタ（ラムズフェルド国防長官）で光が混乱、見事にブッコミに成功するもその後「ダイヤ」のお題で数字を忘れて単位「カラット」だけ答えるという凡ミスで敢えなく撃沈、相撲の際には火の竜に後ろから両手をつかまれ、持ち歌でもある「NAI・NAI 16」のダンス（薬丸がメインの「ジタバタするなよ」の部分。）をさせられた。後に「薬丸先生」として後継コーナーの「色取り忍者」に出演した。この回ではジョニーが2連敗をして通算5敗目を喫し、遂に「男の勲章」のシールを貼られた。これで数取団レギュラーメンバー全員が「男の勲章」のシールを貼られたことになった。最後は光に「ラスク（単位は「枚」や「個」）」というお題を出しブッコミに成功した。
第二十弾 錦野旦（3試合）（5月17日）
相撲の際に爆竹を使用したため火の竜をキレさせてしまい、手痛い罰を受ける羽目に。なお、夜露死苦Ⅱで光が前人未到の20敗目を喫し、「仮面ライダー」をモチーフにした「スモウライダー」に変身。その後のゲームはしばらくまわしをつけた状態でやらされる羽目に。そしてミッキーが「スモウライダーは、スモウライダーでなんか、コーナー作ろうよ」と言ったのをきっかけに「スモウライダー」のコーナーが誕生。数取団の後すぐに第1回が放送された。最終ゲームで「メロン」というお題に対し「8個（単位は「玉」）」と間違い敗れたが、この回は、ゲストの錦野兄貴よりも前人未到の20敗目を喫し、スモウライダーになった光が目立った回であった。
第二十一弾 パパイヤ鈴木（ノーミス）（6月21日）
ゲストでは初の全勝（単独ゲストでは唯一）を達成し、相撲を取らずに終了。最後にメンバーは「1回は兄貴を落とす」と意気込んだもののなぜかジョニーがジミーにブッコみをかけてしまい、兄貴まで回ることはなかった。応援としておやじダンサーズを引き連れており、パパイヤ兄貴の後ろで回りながら踊っていた。この回で優が10敗目を喫し、マル秘写真を貼られる羽目になった。
第二十二弾 山咲トオル姉貴兄貴（1試合）（7月5日）
スケバン女子高生の格好で登場、オネエキャラのため「姉貴兄貴」と呼ばれた。この回では前回の優に続きジミーも10敗目を喫しマル秘写真を貼られる羽目になった。
第二十三弾 テツandトモ（テツ（1試合）、トモ（ノーミス））（8月2日）
お祭りのテキ屋の格好で登場。ミッキーとテツ兄貴の2人は相撲の際、ヨーヨー水槽に顔を浸けられた。トモ兄貴は翔に「太鼓」というブッコミを成功させただけでなく、ゲストで数少ない全勝を達成するなど大健闘を見せた。
第二十四弾 八嶋智人（1試合）（8月30日）
数取り前、トリビアの泉風に「数取ビアの泉」として、めちゃイケ流のムダ知識を数取メンバーが披露した（補足数取ビアは、その会話中に出たテロップ）。
濱口（優）：「濱口優は最近、いかがわしい風俗エステでクレジットカードを偽造（スキミング）されたらしい」
補足数取ビア1：へぇ〜と言うよりバカ
補足数取ビア2：渋谷某店で「快楽」の支払いをカードで済ませたら1週間後なぜか秋葉原でパソコンを買っていた優
有野（ジミー）：「よゐこの濱口優は中学時代、海水浴に行って友達にウンコを投げつけた」
補足数取ビア：中2の時に神戸・須磨海岸で友達5人に「絶対来るな」と言い岩陰でキバっていた優
岡村（ミッキー）：「めったにキレない岡村隆史がいかがわしいSMのお店のプレイ中に20分部屋の隅っこに立たされてキレた」
補足数取ビア1：五反田某店の初級SMコースに来たタレント岡村に喜んだ女王様が上級者向けの放置プレイをサービス
補足数取ビア2：普通の快楽も欲しかった岡村
山本（光）：「山本圭壱は去年深夜番組の生放送中に楽屋ドロボウにあった」
補足数取ビア1：関東ローカル番組「本能のハイキック!」での大事件。楽屋に戻るとカバンが開いている事が2度続いた
補足数取ビア2：1週目には2万で気づかなかったが2週目には6万減っていて驚いた山本
補足数取ビア3：「やられた…。」
武田（ジョニー）：「私、武田真治がJUNONスーパーボーイのコンテストの審査員になった時、袴田君（袴田吉彦）に×をつけた」
補足数取ビア1：とりあえず満へぇ〜
補足数取ビア2：武田は1989年の第2回優勝者で袴田君はその翌々年の優勝者。
補足数取ビア3：各出場者が頑張って練習した音楽芸の一芸を見せる中で
補足数取ビア4：ゴルフパッドを一発
補足数取ビア5：おととい初対面の兄貴
補足数取ビア6：イケメンなのに不思議系
加藤（拳）：「加藤浩次は昔逮捕された事がある」
補足数取ビア1：上京した1989年秋ひどく貧乏だった加藤が駐車違反の罰金を滞納していたら目黒署が逮捕
補足数取ビア2：その場で手錠と腰ひもで連行
補足数取ビア3：目黒署での呼び名は「2番」
補足数取ビア4：当日の朝からの逮捕順
補足数取ビア5：署内では全てが武器になりうるためベルトやサングラスに鍵なども没収
パパイヤ兄貴やトモ兄貴に次ぐ全勝に王手をかけるも、最終ゲームにて「太鼓」を「7たたき（単位は「つつみ」）」と間違えてしまったため、惜しくも全勝を達成することはできなかった。だがゲストとしてはかなり善戦しており、ミッキーのブッコミをかわし続け、光に「トリビア」（単位はへぇ～）のブッコミを仕掛けて成功する健闘も見せた。
第二十五弾 ネプチューン（原田泰造（2試合）、名倉潤（1試合）、堀内健（2試合））（10月4日）
名倉兄貴はイカを「13杯」と数えるはずが「ウォン、スリー！ウォン、ウォン！」と言ってしまい敗れた。その後名倉兄貴が関取団と戦っている最中に嶋大輔が現れて「男の勲章」を歌い、数取団と原田兄貴・堀内兄貴はそれを夢中で見ていたため、無視された名倉兄貴が怒っていた（しかし、それを知った嶋は逆に怒ってしまう。）。堀内兄貴は、あろうことか「関取」の数え方を間違えてしまったため火の竜を怒らせてしまい、手痛い罰を受けた。
第二十六弾 飯島直子（3試合）（12月6日）
相撲の際、火の竜が飯島姉貴の大ファンである事が暴露される。飯島姉貴がミスをするたび、火の竜が握手を求めただけで去ったり組手になっても自分から投げ飛ばされるなど、どうみてもわざと負けているので数取団は当然の如く非難する。特に拳はその事に激怒して激しく抗議するが、それが災いして2回も余計な相撲をさせられた上、逆上した火の竜から手痛い一撃を受ける羽目となる。そして、身代わりにされたことに「おかしいだろ!!」とジャンパーを地面に叩きつけて憤慨していた。飯島姉貴は「おすぎとピーコ（単位は「組」）」に「おかま」と言ってしまうなど凡ミスが目立ったものの、4回目のゲームでは光に「名場面」（正解は○シーン）という、女優ならではのブッコミを繰り出し、見事に成功した。しかし最終的にはマル秘写真を張られる羽目になった。
第二十七弾 豊臣秀吉（草彅剛）（SMAP）（3試合）（12月27日）
めちゃイケの後時間番組『プレミアムステージ』で放送された時代劇テレビドラマ『太閤記 サルと呼ばれた男』の番宣のために登場した。ゲームでは緊張していたのか、最初の勝負の際にミッキーがお題を言うのと同じタイミングで単位を言ってしまい、その勝負こそノーカウントになったもののその後も単位ミスを連発し関取団をイラ立たせ、最後の勝負で当時の連続新記録71を更新する寸前でお題の「マサチューセッツ工科大学」を「マサセーセッチュコッ…」と噛んでしまい、激怒した関取団にボコボコにされたうえにマル秘写真を貼られる羽目になった。そして関取団に『世界に一つだけの花』のサビの部分の振り付けをさせられた。後に後継コーナーである「めちゃギントン」にも出演。
余談だが、この回も2敗を喫した光が「（このコーナーを）やめたい」とこぼした際に、翔に「代役は塚地君（ドランクドラゴン・塚地武雅）にする?」と突っ込まれていたが、後に山本の不祥事で『東京タワー』の山本出演部分の収録済み部分を差し替えた際の代役に本当に塚地が選ばれている。

### 2004年
第二十八弾 江頭2:50（3試合）（1月24日）
初の準レギュラーの登場。メンバーにはこの回は告知収録と伝えていたが、翔の紹介に入る前にいつものようにスパッツ姿でスナックの壁を破壊して登場。なお、勝負の際はリーゼント頭に学ラン姿であった。肝心のゲームは「パックンマックン（単位は「組」）」に「2人組」と答えてしまうなどボロボロであった。相撲の際は、最初の2回はメンバーも感嘆するほどのアクロバティックな投げを火の竜に決められ、その2回目で軽い記憶喪失状態に陥ってしまう。3回目は得意の江頭アタックを決めるも、そのお株を奪う「関取団アタック」に腰砕け。その後、「コイツには勝てる」と判断したのか、バックのメガネ関取（三和）を指名。記憶喪失返しを宣言するがプロレス経験者の三和相手にあっさり敗れる。その後、普段は1枚の「男の勲章」を5枚連続で貼られたばかりか、火の竜からアルバム形式で数十枚も手渡された。ゲスト3人目の全敗であった。この時のナレーションは峰竜太登場回と同様、ヤンキー口調ではなく通常Ver.だった(相撲に入る前のテロップも「ツッパリ・江頭兄貴」などではなく、「ツッパリ・江頭2:50」となっていた)。後に後継コーナーである「めちゃギントン」にも出演。
特別編 蓬田修士（ヨモギダ君）（1試合）（4月10日）
特別編として放送。唯一の一般人（素人）としての出演者及びスタジオ外（水海道市民球場）での1回きりの勝負だった。私服と自前のバイクで参戦。柔道有段者であり相撲では、柔道の動きで攻めるも江頭と同様にお株を奪われ反対に柔道で攻められて一本背負いを浴びられた。歌作りで関取団から珍しく激励されるも一般人唯一のマル秘写真を貼られた。なお、つんく♂も出演していたが見学で数取りには参加していない。
第二十九弾 武蔵丸（4試合）（4月24日）
スモウライダーとの勝負を希望して登場、ゲストでは唯一、関取団とガチンコで戦って勝利した。2戦目の相撲では、火の竜を兄貴のビンタと光のショルダーアタックで撃退。メンバー全員がビンタと張り手の違いを実感した。最後の4戦目で遂に関取団全員が相手になり、これには流石に敗れた。ただし肝心のゲームでは「釣りバカ日誌」のお題を出された時カメラをほぼ無言で通過した後「12手!」と言ったり、簡単なお題であるはずの「りんご」を「1人前!」と言ったり、「本棚（単位は「本」「架」）」に自分が出したお題「本場所」が続くのかと思い込み、「9日...何?」と聞き返してしまう等、散々な結果に終わった。
第三十弾 椛島永次（KABA.ちゃん）（3試合）（5月15日）
『椛島永次』は性別適合手術を受けて改名する前のKABA.ちゃんの本名。オネエキャラを封印して、男キャラで登場するが、途中でオネエキャラに戻る。冒頭では調子に乗りすぎて拳に蹴りを3回入れて締め上げられた上、翔にすがりついてあからさまなセクハラ行為をして逆にひっぱたかれるなど、散々な目に遭った。また火の竜に対しても乳首を攻めるなどのセクハラを働き、困らせていた。最後に火の竜にカンチョーを食らわされ、マル秘写真を貼られた。
第三十一弾 武田鉄矢（3試合）（6月12日）
「3年B組金八先生」風に紹介されたものの、それを裏切るように赤いスーツにサングラスという出で立ちで登場。1回目のゲームではミッキーの「座頭市」からの「砂糖」というブッコミで「20人」と言ったのを指摘されたが、ミッキーのイントネーションが悪かったのか、兄貴曰く「人間の『佐藤』だと思った」「日本語だけは正しく使おうよ！」とミッキーに金八先生さながら説教をし、取り組みを逃れた。しかし、お題を言わなかったり、「金八先生」を「金!八!先!生!」とリズムを崩してしまったり、「詩」を「40文（単位は「篇」）」と間違えたうえに光に対して「豚」と失礼なネタを出したりと凡ミスが多かった。それでも全敗を回避するべく、最終ゲームでは光に「長宗我部元親」という高度なブッコミを成功させ全敗を免れた。それに対して光は「1回（正しくは「人」）」と答えるという信じられないミスをしてしまい、兄貴からミッキーと同じく「言葉は正しく使おうよ～！」と説教を受けた。なお、このミスにより光は前人未到の30敗目を達成。その際関取団からマル秘のプレゼントを贈られたが、兄貴はその中身をうっかり喋りそうになってしまい、「JODAN（冗談）」と体で文字を作りごまかしていた。
第三十二弾 忍者ハットリくん（香取慎吾）（SMAP）（4試合）（9月4日）
本放送の前週に公開された映画『NIN×NIN 忍者ハットリくん THE MOVIE』の番宣で登場した。過去に出場したSMAPのメンバー（中居・草彅）が惨憺たる成績だった為、ゲーム前に「あれと一緒にされては困る」と活き込んで臨んだが、最終的には数取団の様々なブッコミに阻まれSMAPメンバーの出場者としては新記録となる4敗を喫してしまった。相撲の際は2戦目に金縛り、3戦目に壁隠れといった忍法を駆使して勝利を狙うものの現実世界では通用するはずもなくあっさりと敗れ去った。またこの組取の際に、予め懐へ忍ばせていた予習用の手裏剣（カンペ）を落としてしまい、それを見つけたミッキーに書いてあったブッコミを2度もバラされ非常に悔しがっていた。正に踏んだり蹴ったりの状況に陥った香取は「もう〜こんな仕事やだ」と愚痴を零していた。ただし、3回目のゲームでは、光に対して「頭巾（単位は（1頭【かしら】）」という見事なブッコミを決めていた。後に後継コーナーの「只今参上!色とり忍者」にも登場している。
第三十三弾 氣志團（綾小路翔 / 早乙女光（2試合）、西園寺瞳 / 白鳥雪之丞（1試合）、星グランマニエ / 白鳥松竹梅（1試合））（10月9日）
数取団VS氣志團 最終決戦として放送。本家の兄貴の登場にメンバーはどよめき、尊敬の意を示していた。一方の綾小路翔はこのパロディについて何か言いたそうな様子だったが、他のメンバーは数取団の人気の影響で氣志團自体も人気があがったとか、めちゃイケのファンで番組に出演できて嬉しい等と、綾小路とは別の事を言い出し、その度に数取団から突っ込まれる。ゲームの方は数取団が圧勝。この回は氣志團の「One Night Carnival」が相撲のBGMだった。また星グランマニエ（ランマ）がメンバーに気に入られ、終始いじられていた上、関取団との対決を話し合いで回避しようとした。また、白鳥松竹梅（マツ）がナイフを使用したため火の竜がキレ、手痛い罰を受けた。早乙女と綾小路の1回目の相撲は綾小路が怪我をするといけないという理由で関取団との対決が無かったことに対し、一同からブーイングを食らう。最後は数取団翔の提案で普段からちゃんとした言葉を発しない早乙女光を数取りに参加させたところ、1発目で「グギゴ」と発してしまい、綾小路が相撲を取る羽目になった。その際に綾小路翔にマル秘写真を貼られた。
第三十四弾 新堂本兄弟、DOMOTOブラザーズバンド（堂本剛 / 金城綾乃（kiroro）（1試合）、堂本光一 / 吉村由美（PUFFY）（1試合）、えなりかずき / 高見沢俊彦 / ブラザー・トム（1試合））、きくち伸P（プロデューサー）（1試合）（10月16日）
実際にゲームに参加したのは剛兄貴、光一兄貴、えなり兄貴の3人。それ以外はバイクに乗っているだけで負けても相撲を取っていない。当初きくちPの参加予定はなかったが、DOMOTOブラザーズバンドが「これ（負けてばかり）で番組（新堂本兄弟）の宣伝になっているのか」と不満を漏らしたため、翔の提案で急遽ゲームに参加。きくちPはゲームのルールを知らず「ぶんぶん」を余計に言ってしまい、関取団にボコボコにされマル秘写真を貼られた（唯一の急遽ゲーム参加者。Pでは新庄代行の中嶋以来の相撲だが、テロップでは「ヨモギダ君以来の素人」と表示された。）。なお、全員がいつもの特攻服で参戦する中、ブラザー・トムだけは懐かしの「小柳巡査」の格好で参加した。高見沢は王子様風の特攻服&ギターという出で立ち、さらに史上初のサイドカー乗車だったが全くイジられず（いずれも痺れを切らして自ら触れた）、存在意義を考えた結果、相撲突入の合図である特攻ラッパをギターで演奏してキャラを立てた。しかし、このことを翔に「それは上がやりますんで」とツッコまれた。この回ではジミーが最後の試合となる13敗目を喫した。その後新堂本兄弟にはジョニー（武田）も不定期ながら出演している。
第三十五弾 関ジャニ∞（現:SUPER EIGHT）&マー坊兄貴（マー坊 / 内博貴）（3試合）、それ以外はノーミス。（12月25日、2005年1月22日）
関ジャニ∞（現:SUPER EIGHT）がバイクの後ろに乗り、お題をレギュラーメンバーが答える、という形で進行。関ジャニは相撲も担当する予定だったが、本番では関ジャニ∞ミスをせず相撲担当の（当時メンバーだった）内博貴も敵前逃亡などで相撲は取らず、そのツケは全てマー坊兄貴に回ることに。兄貴は扱いが酷いと主張するたびに相撲に行くはめになった（数取ゲームのお題でSMAPの人の名前に中居だけ『 - さん』がついていないことが気に入らなくて勝手にゲームを止めたなど）。内を除いた関ジャニ∞メンバーは全勝を達成し、相撲を取らずに終了した。関ジャニ∞は先輩のマー坊兄貴のため力を合わせて関取団を追い払ったが、肝心の兄貴は後ろから横山裕に投げ飛ばされてしまった。

### 2005年
第三十六弾,第三十七弾 和田アキ子兄貴（5試合）（4月9日、5月28日）
アジャ・コングと飯島直子に続く3人目の女性ゲスト。口調が男勝りで一人称が「俺」なので、“兄貴”として参戦している。和田兄貴が敗れるたび、兄貴を守る為かホリプロの若手が次々と参戦。1回目は工藤兄弟、2回目には池谷幸雄、池谷直樹兄弟が登場。3回目ではつぶやきシローを含む若手芸人たちによる人海戦術で火の竜に挑んだ。4回目ではイジリー岡田がなごり雪を歌い誤魔化そうとするも、結局相撲に。その際岡田は火の竜の乳首を舐めるという下ネタで応戦するも敗れた。途中には、兄貴が事前に一杯練習したにもかかわらずなかなか思うように行かない悔しさから涙ぐんでしまい、レギュラーメンバーや助っ人のホリプロ軍団に慰められる一幕があった。7回戦は、和田兄貴を3周させるためにスローテンポで行ったが、1周したところで兄貴が「面白くない」という理由でノーカウントになった。8回戦は、かかしを「16体」と数えるところを「17体」と、単位はクリアしたのに数を間違えるというミスを起こす。光に指摘され続けたことに兄貴は腹を立て、特製マフラーで光をブーイング。光も負けじと和田の嫌いな蛙で脅すが、おもちゃということが直ぐにバレて羽交い締めにされた。9回戦は、早口ブッコミの「御堂筋線心斎橋駅」を噛んでしまう。その後ホリプロなのに相撲を取っていないという理由でジョニーに相撲を取らせるが、そこでつぶやきシローをオマージュした「つぶやきシンジ」で応戦。関取団に気に入られたと思いきや、単なるノリツッコミだった。ゲームが終わり、ホリプロ軍団の取り組みの和田兄貴の感想は「俺の事を助ける為に来てくれたのか、困らせる為に来たのか分からないけど、情けねエ」と酷評だった。そして和田は「あいつらが気に入らない」と火の竜を呼び出し説教をした。あまりの剣幕に火の竜は完全に脅えきってしまい、「すいませんでした」と謝罪した。それを見た和田は、「かわいいじゃねーかお前」「あいつはホリプロの若手より面白い」と高評価していた。この回で火の竜が初めて喋る。後に「只今参上!色とり忍者」にも出演した。なお、この勝負では歴代最長の95数取りという記録が樹立された。
第三十八弾 ヒロシ（2試合）（6月18日）
この回では乱闘生全員がゲストが負けるように仕向けるのではなく、初期のように一人一人が敵になる「ガチルール」を採用した。数取り前には、乱闘生たちがヒロシ兄貴のネタを自虐的に披露した。
「浩次です… 最近小羽（娘）が部屋の隅っこで鼻くそを食べています…」
「優です… 最近マイナスイオンの出る便座を買いました。 効果が分かりません…」
「晋哉です… 同じエレベーターに乗り合わせたキングコングに気づかれなかった事があります…」
「圭壱です… 坂上二郎さんに睨まれました…」
「圭壱です… 右目からだけ、目やにが出ます…」
「圭壱です… 102kgです…」
「真治です… 何度も言いますが僕が吹けるのはトランペットではなくサックスです…」
「隆史です… サックスもセックスも全然してません…」
「関取団です… 数取団に出て約3年半(実際は約3年)、お陰様で僕のやってるちゃんこ屋が大繁盛です…」
「関取団です… お台場に来るたびにサインをせがまれます… SEKITORIDANとローマ字で書いてます…」
「関取団です… 実は、Vシネのオファーが殺到してるとです…」
最後に火の竜もヒロシ兄貴のネタをパクりつつコメントして去っていった（前述の和田兄貴の回に次いで喋ったのは2回目）。結局、ヒロシ兄貴は全くネタをさせてもらえなかった。
第三十九弾 橋下徹（3試合）（9月10日）
橋下兄貴自らの参戦希望であった。またミッキーに対して拳に関するとある相談をしていた。当時弁護士だったにもかかわらず、「ざるそば」の単位で2度もミスしたり、ぶんぶんオーバーしたりと凡ミスを連発した。「ルールを変えるのが弁護士なんです」と苦し紛れの言い訳をするものの、結局相撲へ。終盤では「〇〇内閣（単位は「第〇次」）」シリーズなるブッコミを披露し、光を連敗に追い込む健闘を見せた。敗れた光は関取団によって、無理矢理子連れ狼の大五郎のモノマネをやらせられるハメに。
第四十弾 V6（坂本昌行 / 三宅健（2試合）、長野博 / 森田剛（1試合）、井ノ原快彦 / 岡田准一（1試合））（10月29日）
V6全員がジョニーを除く乱闘生に扮して登場（坂本は翔,井ノ原は拳,三宅は優,長野はジミー,森田は光,岡田はミッキーにそれぞれ扮した。）。坂本は掛け声をV6にちなんで、「ブイブイブブブイ」にしようと提案したが、結局1回も採用されなかった。また森田は「数取係長」として光の愛弟子となった。紹介の場面でジャニーズ登場に盛り上がる陰で（以前ジャニーズに書類を送ったものの落ちたことから）ふて腐れていたジョニーが「ケツ話術」を披露（半ば自暴自棄で、テロップでも「壊。」とだけ書かれた）。ゲーム内ではブッコミとして、V6出演の番組である「VivaVivaV6」（ビバ ビバ ブイロク）を使用。この回では第八弾や第三十四弾、第三十五弾のようにV6が2人ずつに分かれ、前に乗る者が単位を答え、後ろに乗る者がお題を出すという方式が採られた。相撲は「連帯責任」としてミスをしたら2人ともが挑戦しなければならず、結果的に全員が関取団と相撲を取ることとなった。その中でも、井ノ原と岡田は関取団にマル秘写真を貼り付けられていた。

### 2006年
第四十一弾 大木こだま・ひびき（大木こだま / 大木ひびき（2試合））（1月7日）
二人で一つのバイクにまたがり、前の座席の者（こだま兄貴）が単位を答え、後ろの座席の者（ひびき兄貴）がお題を出し、相撲はそれぞれ一人ずつ取らされていた。早口言葉シリーズにて「生麦生米生卵」で光を撃沈。その後の「新春シャンソンショー」で優を起点にお題を光まで噛ませる流れを生み出す。最後は仕切り直しで優から始めたものの、再度お題を噛んでしまい、12敗目を喫した。
第四十二弾 ゴローちゃん兄貴（稲垣吾郎）（SMAP）（3試合）（5月27日）
ドラマ『ブスの瞳に恋してる』の番宣で登場した。体を張ることが似合わない兄貴だったが、ドラマの衣装のジャケットの袖が千切れるほど関取団に振り回されたものの、途中光に「ワイン＝1年物」という見事なブッコミをみせた。森三中村上、大島、大島の夫で構成作家の鈴木おさむも登場した。村上はブスパイダーマンに扮して兄貴を助ける為関取団と戦ったが、結局敗れた。鈴木は兄貴が舞台裏を語った後、翔に呼ばれる形で登場し、数取は行わなかったが、大島と相撲を取った。この日が光と関取団との最後の戦いとなり、コーナー内で坂上二郎のものまねをしたのが最終出演となった。後に、後継コーナーである「めちゃギントン」にも出演。稲垣が出場した事により、この時点でSMAPのメンバーは木村拓哉以外の全員が出場を果たした事となる。しかし、この回で一旦コーナーが打ち切りとなってしまい、SMAP全員の出場は叶わなかった。

### 2017年
最終話 原口あきまさ（翔の相棒・1試合）、博多大吉（博多華丸・大吉）（ミッキーの相棒・2試合）、矢作兼（おぎやはぎ）（拳の相棒・1試合）、南川聡史（ピーマンズスタンダード）（ジミーの相棒・ノーミス）、くっきー（野性爆弾）（ジョニーの相棒・2試合）（12月2日）
前月11月4日の放送で番組自体の翌年春改編での終了が発表され、「めちゃイケシュウ活（讐活）プロジェクト」の一環として実に11年ぶり、最初で最後の復活となった。セット右端の関取時に敗北した兄貴達のイラストが書かれている垂れ幕は、11年前では垂れ幕だったものが、専用モニターでイラストを映す演出に変更された。また、オープニングで使用される氣志團風の数取団シルエットロゴは、初期の7人のものから山本を除き、新メンバーを加えた9人のものへとデザインチェンジされた。
南川兄貴は全勝を達成し、相撲を取らずに終了。原口兄貴はゲーム途中に自身のネタである、明石家さんま、稲川淳二のモノマネ、およびに拳の昨年での「ゴクラク少年愚連隊」の再現ものまねを本人の目の前で披露していた。そして相撲の際、矢部会幹部として関取団を追い詰め、翔の涙を誘った。大吉兄貴は明太子（単位：腹）というブッコミをジョニーに放ったが、見事にかわされた。矢作兄貴はメガネ（単位：本）やインドネシアの通貨（単位：ルピア）というブッコミを成功させるも、後者は拳と兄貴以外誰も答えられないということで、次からは「ドル、ユーロ、円以外は自粛を」とテロップが出た。南川は翔にツイッター（単位：ツイート・いいね）のブッコミを仕掛けて成功。ゲスト陣では唯一全勝で終了し、相撲は取っていない。くっきー兄貴は自身のキャラクターである「チェチェナちゃん」の格好で参加した。しかし、ブッコミのお題がふざけている（乱闘生のみなみ君の項を参照）とみなされたため、2回も相撲を取らされた。2回目の相撲の際、相撲を一旦やめ力比べで勝負している隙に「水ビンタ（風呂桶に入った水を勢い良く投げつける）」で攻撃したが、関取団が激怒してしまい、自身も水ビンタを覚悟するが桶ごと投げつけられる「桶ビンタ」を受けてしまった。後に同じく一夜限りの復活を果たしたしりとり侍にも出演。最後は数取団・関取団がそろって集合写真を撮り、讐活を終えた。

### レディーススペシャル
2004年7月25日、『FNS27時間テレビ めちゃ2オキてるッ! 楽しくなければテレビじゃないじゃ〜ん!!』で日曜昼に放送された特別版（番組唯一の事前収録コーナー）。乱闘生や兄貴らが男女ペアになり、女性側が数を取っていく。なお、マラソン中の拳は参加しなかった。
| 男性側   | 女性側                                    | 成績              | 備考 |
| -------- | ----------------------------------------- | ----------------- | --- |
| 翔       | 元･本物系レディース 鈴木紗理奈            | 0試合（ノーミス） | |
| 優       | ガリ勉系レディース 光浦靖子               | 1試合             | 体を張る秀才とバカのコンビ。                                                                                              |
| ジミー   | OL系レディース 大久保佳代子               | 0試合（ノーミス） | |
| ジョニー | バツイチ系レディース 雛形あきこ           | 1試合             | Mの関取団はSで有名な雛形のビンタにやられてしまった。                                                                      |
| 光       | フェロモン系レディース 村上知子（森三中） | 0試合（ノーミス） | |
| ミッキー | 吉本新喜劇系レディース 山田花子           | 1試合             | 花子が火の竜に振り回され、「新喜劇名物カベ当たり」の流れになったが、 恐怖でそれどころじゃなかった花子は壁手前でストップ。 |
| 佐野瑞樹 | アイドル系レディース 中野美奈子           | 0試合（ノーミス） | |
| マー坊   | ピン芸系婦警 青木さやか                   | 1試合             | 馬鹿呼ばわりしたマー坊に怒った関取団が再登場。強引にキスをさせられた。                                                    |

## サブタイトル
- 数取団の回数は「台場与太郎 第（漢数字）弾」（蓬田修士登場時は「水海道与太郎 特別編 常勝ヨモギダのハルウララ」、関ジャニ∞登場時は「難波与太郎 特別編」、11年ぶりの復活であり最終回となった2017年の放送では語尾を「弾」ではなく「話」を使用）。
- 仕切りなおしのたびに「夜露死苦（ローマ数字）」が入る。
- 時折、「数取団現象（○字数字）」（テロップ）という説明が入る[64]。時には辞書を引いたように用語が出てくる。出る回数は1回に平均50-60回くらいだった。時にはリプレイ映像のコーナーワイプ付のテロップや説明の文字が大きかったり、小さかったりと場面や発言に応じてのテロップが数多く見られた。
- 放送日はフジテレビでの放送日、日本時間（一部地域を除く）。
- 『』はコーナーの最後に記された一言。

本編
- 第一弾 ツッパリは男の勲章（2002.6.8）『学校や会社でも「数取」夜露死苦!!』
- 第二弾 拳の悲しい夜想曲（2002.7.20）『夏休みは「数取」特訓夜露死苦!!』
- 第三弾 ミッキーが駆け抜けた空（2002.8.3）『「数取」の達人になって大宣伝夜露死苦!!』
- 第四弾 星になっちまった優（2002.8.10）『勉強と「数取」の両立夜露死苦!!』
- 第五弾 ジョニーと超人気女優のララバイ（2002.9.14）『秋は恋より「数取」夜露死苦!!』
- 第六弾 ジミーと肌色のテールランプ（2002.9.21）『秋SPの「数取」も夜露死苦!!』
- 第七弾 兄貴と息子の負けられない夜（2002.10.12）『親と子の「数取」夜露死苦!!』
- 第八弾 光が重ねすぎたレジェンド（2002.10.26）『伝説連発「数取」夜露死苦!!』
- 第九弾 兄貴が漂着したネヴァーランド（2002.11.9）『タマちゃんより「数取」夜露死苦!!』
- 第十弾 天才兄貴のワンナイトカーニバル（2002.11.30）『皆「数取」にカモン!夜露死苦!!』
- 第十一弾 兄貴の妻に捧ぐ鎮魂歌（2002.12.14）『「数取」は兄貴殉職夜露死苦!!』
- 第十二弾 兄貴の見ためちゃイケのレッドゾーン（2002.12.28）『（無し）』
- 第十三弾 兄貴の熱烈的俳優人生（2003.1.18）『熱烈的中華飯店も数取も夜露死苦!!』
- 第十四弾 青い瞳が泣いた数取物語（2003.1.25）『「数取」で天下取り夜露死苦!!』
- 第十五弾 新・単位なき戦い/数殺（2003.2.8）『「新・仁義」も「数取」も夜露死苦!!』
- 第十六弾 ツッパリは女の勲章（2003.3.1）『全国女子も「数取」夜露死苦!!』
- 第十七弾 関取団が玉取団になった夜（2003.3.15）『4月5日（土）SPも夜露死苦!!』
- 第十八弾 天使を生んだ神達へ（2003.4.5）『神様登場は超異例夜露死苦!!』
- 第十九弾 ♪ジタバッタすっるなヨ!!（2003.4.26）『えらい人達も数取夜露死苦!!』
- 第二十弾 スターにブッ込みがある限り（2003.5.17）『みんなの応援を夜露死苦!!』
- 第二十一弾 パパイヤとゆかいな仲間たち（2003.6.21）『あの大人気ヒーローを夜露死苦!!』
- 第二十二弾 夏はシーコイ恋の予感（2003.7.5）『もう一度大声で呼ぼう夜露死苦!!』
- 第二十三弾 関取も踊る大捜査線ナンデダロウで音頭せよ（2003.8.2）『打倒イジメっ子で夜露死苦!!』
- 第二十四弾 七転び八嶋の九死に一生（2003.8.30）『夏休みの最後に夜露死苦!!』
- 第二十五弾 これぞ本物の男の勲章（2003.10.4）『火曜日の犬を夜露死苦!!』
- 第二十六弾 ハコイリムスメ青春の玉手箱（2003.12.6）『ハコイリムスメ!最終回も夜露死苦!!』
- 第二十七弾 世界に一つだけの鼻（2003.12.27）『「太閤記」の秀吉も夜露死苦!!』
- 第二十八弾 2時50分のワイドショー（2004.1.24）『告訴なしで夜露死苦!!』
- 第二十九弾 綱を取った男の数取物語（2004.4.24）『大人気親方誕生を夜露死苦!!』
- 第三十弾 男と女の中間のラブゲーム（2004.5.15）『下ネタ自粛で夜露死苦!!』
- 第三十一弾 兄貴も人なり 我も人なり（2004.6.12）『JODANで夜露死苦!!』
- 第三十二弾 ブンブンvsニンニン 夢の共演（2004.9.4）『明日は映画館へ夜露死苦!!』
- 第三十三弾 行こうぜピリオドの向こうへ（2004.10.9、本家・氣志團兄貴登場）『東京ドームGIG夜露死苦!!』
- 第三十四弾 兄弟を憂える親の心（2004.10.16）『明日夜11時15分夜露死苦!!』
- 第三十五弾 行こうぜ関ジャニと無限大の彼方へ（2004.12.25、2005.1.22）『（無し）』
- 第三十六弾 泣いて許して（2005.4.9、和田アキ子兄貴登場回の前編）『若手全員感動で夜露死苦!!』
- 第三十七弾 ここからが本当のおまかせ（2005.5.28、和田アキ子兄貴登場回の後編）『明日の「雄魔華世」も夜露死苦!!』
- 第三十八弾 ヒロシです。どういう訳か太った人から相撲をとろうと誘われます。 ～本人ネタより～（2005.6.18）『ダンディ坂野…?夜露死苦!!』
- 第三十九弾 六法全書で七転八倒（2005.9.10）『大人なら選挙も夜露死苦!!』
- 第四十弾 WAになってかぞえよう（2005.10.29）『11月1日「musicmind」夜露死苦!!』
- 第四十一弾 2006年新春数とりショー（2006.1.7）『新ギャグ決定?夜露死苦!!』
- 第四十二弾 ブス恋15分後 どすこい22分後（2006.5.27、通常放送最終回）『火曜10時を夜露死苦!!』
- 最終話 ぶんぶんよ、永遠に続け（2017.12.2、正式な最終回）『讐活は終了で夜露死苦!!』

番外編・特別編
- さんま1匹〜OK牧場100ヶ所[65]（2003.8.9、冒険王のアトラクション紹介）

- 単位は地球を救う（2004.7.25、27時間テレビ内で放送）『ジャニーズOKで夜露死苦!!』
- 伝説の兄貴ベスト10（2003.12.6、総集編+第二十六弾の予告）
- あなたの兄貴はみんなの兄貴SP（2004.8.21、総集編+第三十二弾の予告）

## パロディ
- ノースランドチェーン（パチンコ店）「毎週金曜日は『スロットキング』の日」のCM（富山県内ローカルのCM）- 2005年10月から2006年3月までオンエアされていた。